# 杨静之
杨静之（1953年—），汉族，中华人民共和国政治人物、第十一届全国政协委员。
加入中国民主同盟，担任河北省体育局副局长。2008年，当选第十一届全国政协委员，代表体育界，分入第四十三组。